# Schlosskapelle (Versailles)

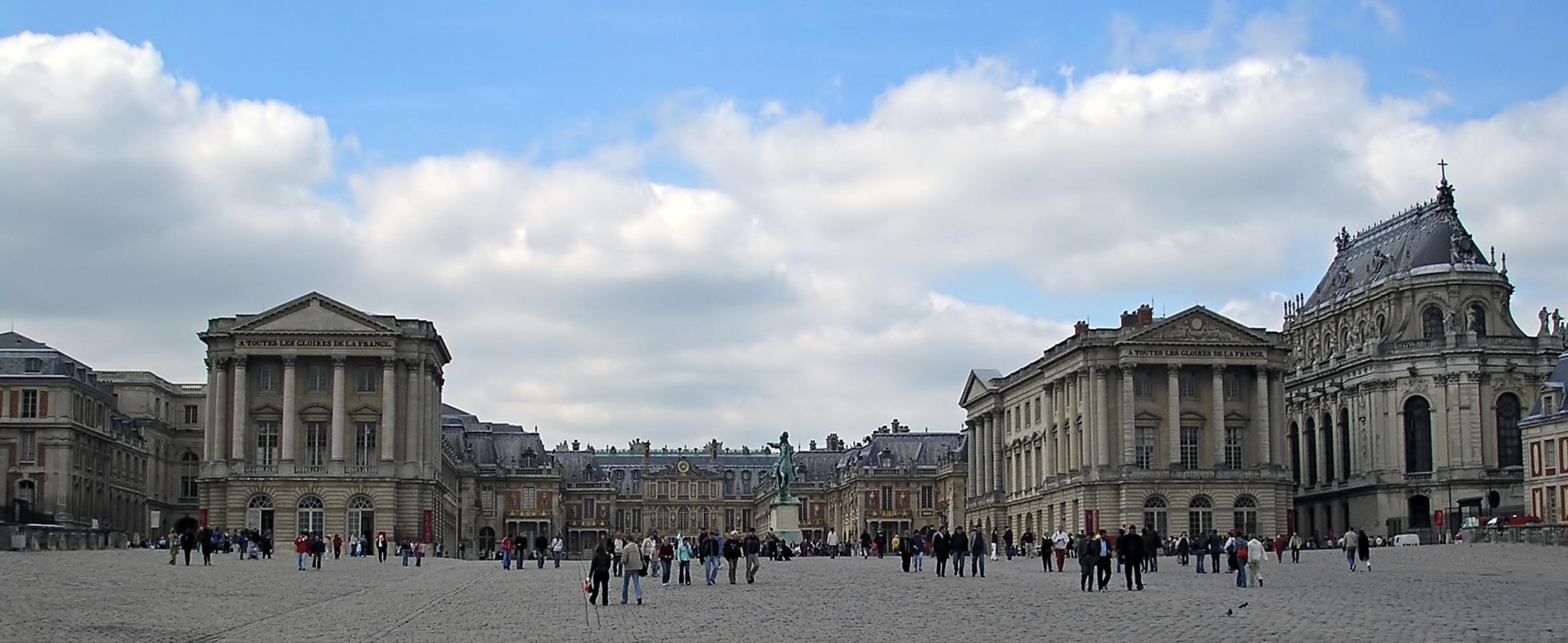
Hofansicht des Schlosses von Versailles, die Kapelle befindet sich am rechten Bildrand

Die 1710 eingeweihte Schlosskapelle des Schlosses von Versailles war das letzte große Bauprojekt unter Ludwig XIV. nach der im 17. Jahrhundert begonnenen Erweiterung des Palastes. Die dem Heiligen Ludwig gewidmete Schlosskirche weicht in ihrer äußeren Gestaltung vom strengen Stil des Palastes ab und wird als barocke Interpretation der gotischen Sainte-Chapelle in Paris betrachtet.

## Geschichtlicher Überblick

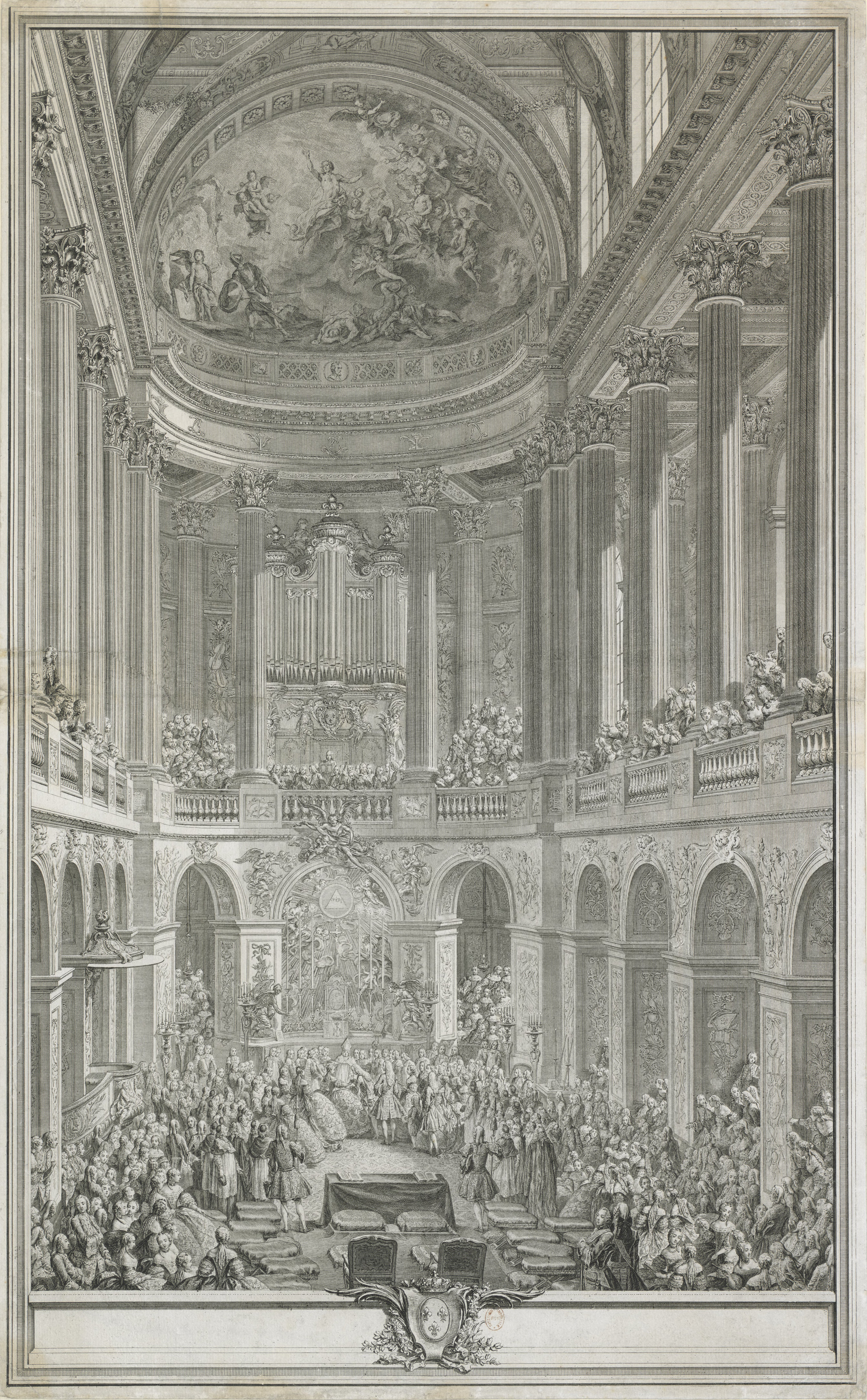
Die Hochzeit des Dauphin Louis, Stich von 1745

Das Schloss von Versailles wurde unter dem Sonnenkönig Ludwig XIV. ab 1661 in mehreren Abschnitten von einem kleinen Jagdsitz zu einer der größten Residenzen Europas erweitert. Schon im alten Jagdschloss seines Vaters Ludwigs XIII. gab es einen solitär stehenden kleinen Kapellenbau aus der ersten Hälfte des 17. Jahrhunderts, der im Zuge des Baus der Thetis-Grotte gegen 1665 abgetragen wurde. Eine neue, eher provisorische Kapelle fand ihren Platz im Südflügel der sogenannten Ummantelung, dort, wo sich heute die Salle des Gardes de la Reine, der Gardesaal der Königin befindet. Durch die Umgestaltung des Gardesaals wanderte der Kapellenraum in eine benachbarte Raumfolge, die sich für die Bedürfnisse des wachsenden Hofs jedoch als zu klein erwies. Eine neue, zweigeschossige Kapelle mit großzügigeren Ausmaßen fand ab 1682 am Übergang des Corps de Logis zum neu errichteten Nordflügel ihren Platz und verblieb dort bis 1710, der vormalige Kirchenraum wurde unter Ludwig XV. später zum Herkulessalon umgestaltet. Die Pläne für den Bau der heutigen Kapelle wurden 1689 ausgearbeitet, konnten wegen der Kosten des Pfälzischen Erbfolgekrieges allerdings nicht umgesetzt werden, so dass das Projekt mehrere Jahre ruhte. Die Arbeiten an der neuen Schlosskirche wurden nach Ende des Krieges und im Anschluss an den Frieden von Rijswijk ab 1699 unter Jules Hardouin-Mansart begonnen und nach seinem Tod 1708 durch seinen Schwager Robert de Cotte weitergeführt. Die Kapelle war im Rohbau 1702 und im Außenbau 1710 vollendet; die Ausstattung des Kircheninneren zog sich bis 1715 hin.
Die Schlosskapelle bildete bis zum Ausbruch der Französischen Revolution den geistlichen Mittelpunkt der Versailler Hofgesellschaft. In ihr heirateten unter anderem der Dauphin Louis Ferdinand und Maria Theresia von Spanien sowie der spätere König Ludwig XVI. und Marie-Antoinette. Nach der Revolution kam der Schlosskirche keine größere Bedeutung mehr zu, sie wird bis in die Gegenwart als Teil des Versailler Museums präsentiert und dient als regelmäßiger Austragungsort klassischer Konzerte.

## Bauwerk

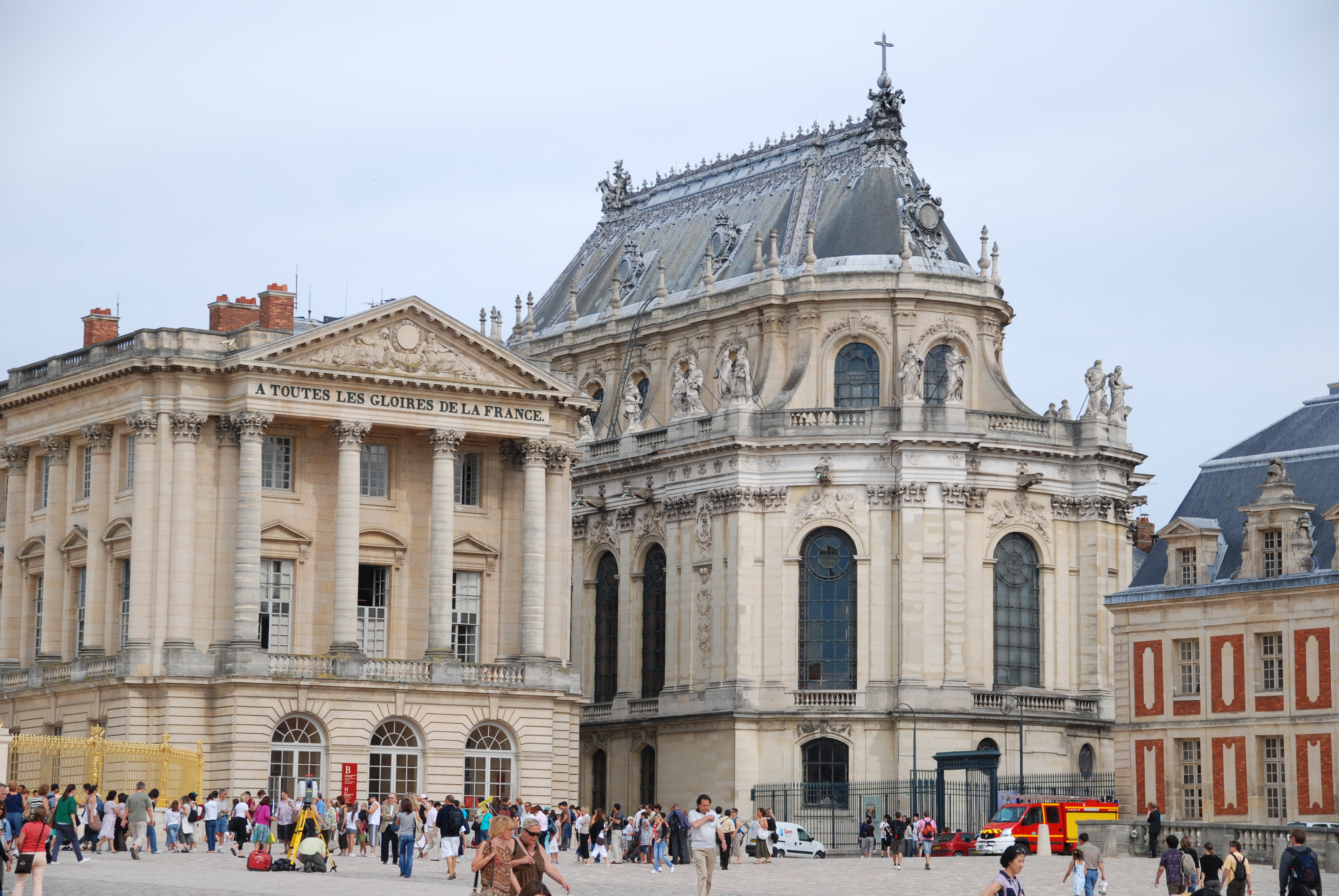
Außenansicht der Schlosskapelle, umgeben vom Gabrielflügel (links) und dem nördlichen Ministerflügel (rechts)

### Außenbau
Die Schlosskapelle liegt parallel zum heutigen Gabrielflügel, sie ragt aus dem großen Nordflügel des Schlosses hervor, dessen Lichthof sie mit ihrer Nordwand begrenzt. Die zweigeschossige Kirche geht in ihrem schematischen Aufbau auf die Sainte-Chapelle in Paris zurück. Wie diese mittelalterliche Palastkapelle ist sie dem Heiligen Ludwig, dem Schutzpatron der Bourbonen gewidmet.
Das aus zwei deutlich voneinander abgesetzten Baukörpern bestehende Äußere der Kapelle weicht mit seiner plastischen Gestaltung von der strengen barock-klassizistischen Gartenfassade und den im Stil Ludwigs XIII. gehaltenen Hoffassaden des Versailler Schlosses ab. Der durch große Rundbogenfenster erhellte Unterbau, der den eigentlichen, zweigeschossigen Kirchenraum beherbergt, bildet einen längsrechteckigen Körper mit runder Apsis. Darüber thront der schlanke Dachaufbau, der mit seinen kleineren Rundbogenfenstern das innenliegende Deckengemälde erhellt. Der obere Baukörper wird durch schwungvolles Strebewerk gestützt und mit dem unteren Kirchenraum verknüpft. Zusammen mit der den Palast überragenden steilen Dachfläche und dem überreichen Figurenschmuck ergibt sich ein nahezu gotisch geprägtes, filigranes Ensemble. Das Dach war ursprünglich – auch dies eine Anlehnung an die Sainte-Chapelle – mit einem Dachreiter versehen, der aufgrund von Baufälligkeit bereits 1765 abgetragen werden musste. An der Nordwand der Kapelle, zum Lichthof des Nordflügels, befindet sich ein turmartiger Anbau, der möglicherweise als Glockenturm gedacht war, doch nicht vollendet wurde.

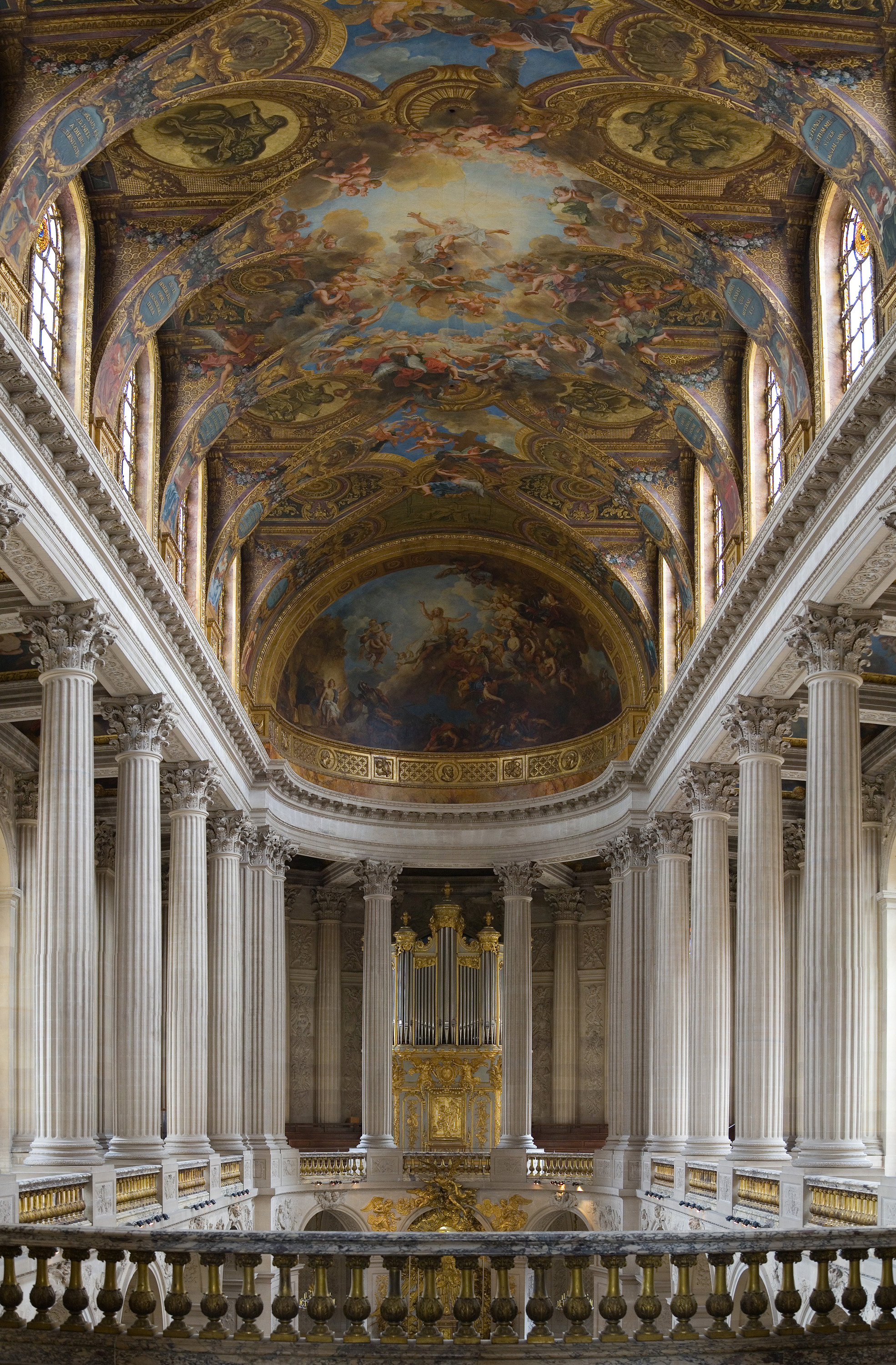
Blick von der Empore ins Innere der Kapelle

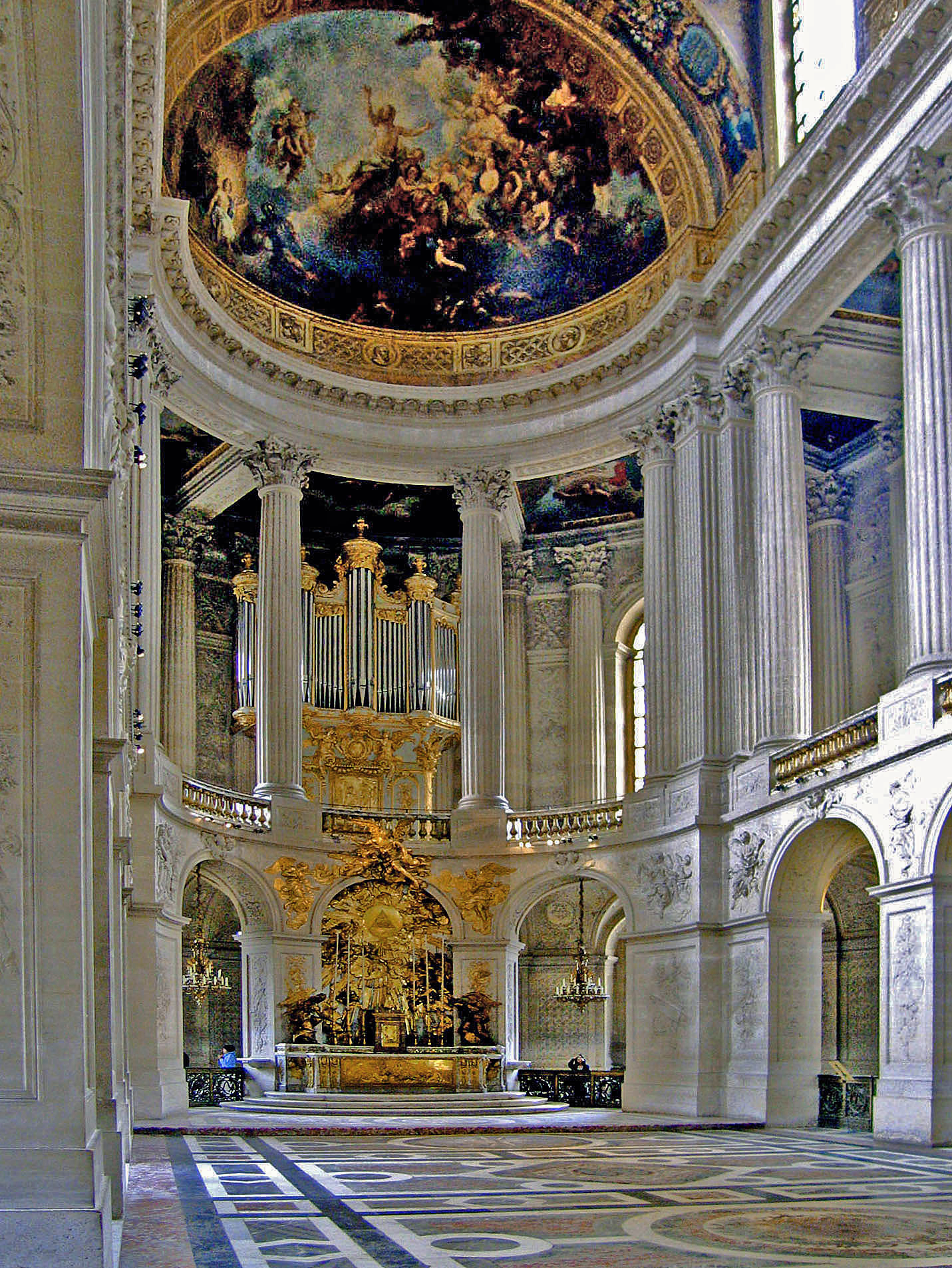
Blick in den Chor mit Hochaltar und Orgel

### Innenraum
Der nach Art einer Basilika gestaltete, rund 25 Meter hohe Kirchensaal besteht aus zwei Geschossen. Die königliche Familie und die Mitglieder des Hofs verfolgten die Messen aus dem Obergeschoss von der Empore, die direkt aus dem Großen Gemach des Schlosses über ein stilistisch an der Kapelle orientiertes Vestibül im Nordflügel betreten werden konnte. Das untere, ebenerdige Stockwerk der Kirche diente der Aufnahme des Hofstaats, die Könige verfolgten die Gottesdienste von hier nur zu hohen kirchlichen Feiertagen oder wenn die Messe durch einen Bischof abgehalten wurde.
Das Untergeschoss wird durch mächtige Pfeiler in Arkadenstellung gegliedert und ist mit einem farbigen Marmorboden belegt. Im nach Osten gerichteten Chorbereich befindet sich der Altar und auf der Empore darüber die Große Orgel der Kapelle. Dort, wo im Hof der Turmstumpf zu erkennen ist, befinden sich im Innenraum zwei übereinander liegende Altäre, die dem Heiligen Ludwig und der Jungfrau Maria gewidmet sind. Das Obergeschoss des Kirchenraums wird durch umlaufende korinthische Säulen gegliedert, auf denen wiederum der Dachaufbau mit dem Gewölbe ruht. Das Leitthema der dekorativen Motive sind Szenen aus dem Neuen und dem Alten Testament. Der Kirchensaal ist weitgehend in weißen, grauen und goldenen Tönen gehalten, wodurch die Wirkung der Gewölbefelder und des mächtigen Deckengemäldes, welches die Dreifaltigkeit darstellt, verstärkt wird. An der Ausstattung waren unter anderem Antoine Coypel, Charles de La Fosse und Jean Jouvenet beteiligt.

## Orgel
In der Schlosskapelle befindet sich eine Altarorgel, die 1711 von Robert Clicquot erbaut wurde. Sie besitzt 35 Register, verteilt auf vier Manuale und Pedal.

### Bewertung
Zur Zeit ihrer Entstehung wurde die prunkhafte Schlosskapelle eher belächelt, der Herzog Saint-Simon nannte sie einen Riesenkatafalk und der Philosoph Voltaire bezeichnete sie als „erstaunlichen Firlefanz“. In der Gegenwart wird der für seine Zeit hochmoderne Bau milder bewertet, der Architekturfotograf Robert Polidori bezeichnete die Kapelle als „das vollkommenste Bauwerk des Versailler Schlosskomplexes“.
Der Kirchenraum diente Luigi Vanvitelli als Vorbild für den Bau der Schlosskirche im Palast von Caserta.